# 鈴木紫帆里
鈴木紫帆里（日语：鈴木 紫帆里，1994年2月17日—）是日本女子偶像組合AKB48 Team K前成員，日本神奈川縣出身，所属事务所是AKS。

## 演艺经历
2008年
- 12月，在AKB48第7期研究生选拔中合格。

2009年
- 2月19日，「TeamB 4th Stage「偶像的黎明」」公演中以曲目《单恋对角线》的伴舞初次亮相。
- 8月23日，在日本武道馆举行的组阁演唱会中从研究生升格为Team B正式成员。
- 8月29日，研究生公演发表毕业声明（理由是无法兼顾演出和学业）。
- 8月30日，作為Team B公演的under（代演），這是鈴木7期研究生時代最後的劇場公演。
- 9月20日，参加在Tokyo Big Sight舉辦的握手會，以此活動正式從AKB48畢業。

2010年
- 7月，AKB48第11期研究生試鏡合格，成為研究生候補。
- 10月10日，在野外演唱會「AKB48東京秋祭」以11期研究生身份初次亮相，時隔1年2個月后作為AKB48成員正式復歸。
- 10月30日，自7期研究生時代最後一場公演，時隔436日的首次劇場公演。

2011年
- 1月20日，研究生出演《有吉AKB共和国》（TBS），身為11期生的首次節目出演。次週參加外景拍攝。
- 5月21日，「TeamB 5th Stage「劇場的女神」」公演宣佈昇格成為Team B成員（11期生最早昇格）
- 11月8日,因为左大腿筋键炎的缘故，约1个月的剧场公演休息的事发表

。
2014年
- 2月24日，於「AKB48集團大組閣祭」中宣布留任Team K[2]。

2015年
- 2月16日在AKB48 Team K「RESET」公演的生誕祭中宣布畢業。

## 人物
- 幼儿园大班到小学一年级，约两年的时间是在新加坡度过。
- 性格是不服輸和自我步調。
- 特技是心算，拿手的科目是数学，2011年9月2日播出的《周刊AKB》突击测试企划中，取得了3/18名（302/500点）展现了实力
- 喜欢SKE48，一直关注着SKE的公式博客（平松可奈子・中西优香・高柳明音・矢方美纪・山田恵里伽）
- 夢想是利用身高優勢成為模特兒。

### AKB48
7期研究生時代
- 试镜时唱的是幸田来未的「爱のうた」，并最终合格。
- 自我介紹是「ハイ、食いしん坊バンビ、しほりんこと鈴木紫帆里です」。（
- 從研究生首次登台起擔當是委員長角色，經常是模範生。当时主要担任的是仁藤萌乃的代役。
- AKB48成员中最要好的是同期的佐藤堇。昵称的「ひほりん」只有SU酱会这样叫。

11期研究生時代
- 再次参加甄选的理由是「自分が一番成长できる环境が、AKBが整っていると思ったので」
- 歌唱审查中唱的是「自分らしさ」，并最终合格。
- 合格后，工作人员却无法联络到本人，只能通过其他AKB的成员，向紫帆里发了「もう一度やれるんだね」（再试一次吧）这样的邮件
- 自我介紹是「高校2年生16歳のしほりんこと鈴木紫帆里です」。
- 2011年4月24日的公演（11期再加入後101回目的公演）自我介紹改變為「はい! シアターを支柱る3本目の柱になりたい、しほりんこと鈴木紫帆里です。よろしくお願いします」（想成为支持剧场的第三根支柱，我是昵称SHIHORIN的铃木紫帆里！） 。
- 「Team B」的暱稱是「パープル・バンビ」（紫色斑比）。這個「パープル」是多田愛佳在2011年2月5日的握手会由本人發言。
- 与TeamK的秋元才加、宫泽佐江的「ツインタワー」（双塔）相对应的，跟佐藤堇因为高个子也被称为「ダブルタワー」（双塔）
- 剧场公演时，曾经做过Team A的篠田麻里子，Team K的宫泽佐江，Team B的河西智美等重要成员的替演位置。
- 自2011年起，在包括研究生的AKB48成員中身高最高[3]。

## AKB48参加曲

### 單曲CD選拔曲
- 水果・雪
- 黄金中心
- Anti

### 劇場公演組曲
Team B 4th Stage 「偶像的黎明」公演
- 片单恋对角线

※作為仁藤萌乃背後的伴舞
研究生「偶像的黎明」公演
- 片单恋对角线（途中降板）

TeamK 4th Stage「最终钟声鸣响」公演
- 对不起 我的宝石（伴舞）

TeamA 5th Stage「恋愛禁止条例」公演
- 暴风骤雨之间（伴舞）
- 盛夏的圣诞玫瑰（伴舞）
- 黑色天使※

※藤江れいな（前田敦子休演時）的代演
TeamK 5th Stage「引体后空翻」公演
- 爱之色

※宮澤佐江的代演
研究生「劇場女神」公演
- 來一塊糖果

TeamB 5th Stage「劇場的女神」公演
Team研究生時代
1. 暴風雨之夜

※鈴木まりや的Under
- 來一塊糖果

※河西智美的Under
※佐藤亞美菜的Under
- 永尾瑪莉亞

※前座Girl
Team B昇格後
- 你好 我的初戀

※在奥真奈美的位置
TeamA 6th Stage「目擊者」公演
※篠田麻里子的全員曲代演
TeamK 6th Stage「RESET」公演
1. 奇跡也趕不及合格

※宮澤佐江的Under
1. 為了明天而接吻

※秋元才加的Under
1. 檸檬的年紀

※前座Girl

## 出演

### 電視劇
- 馬路須加學園2 最終話（2011年7月1日，東京電視台） - 飾演 シホリ

### 電視節目
- 週刊AKB（2009年7月10日、17日、8月28日、2011年8月19日，東京電視台）
- 有吉AKB共和国（2011年1月20日、27日，TBS）
- AKB48神TV特別節目〜發現全新自我 「你好」韓國海軍部隊〜（2011年7月17日，家庭劇場）
- AKBINGO!（2011年7月21日，日本電視台）
- 原來如此！高校（2011年10月13日- 、NTV）

## 腳註
1. ↑  . AKB48官方博客. 2011-05-21  [2011-05-21]. （原始内容存档于2014-07-30）.
2. ↑  . AKB48官方網站. 2014-02-24  [2014-02-26]. （原始内容存档于2014-02-27） （日语）.
3. ↑  包括姊妹團體的话，身高最高的则是SKE48研究生的井口栞里（174cm）。

## 外部連結
- AKB48官方檔案 （页面存档备份，存于）